# Scoutisme en France

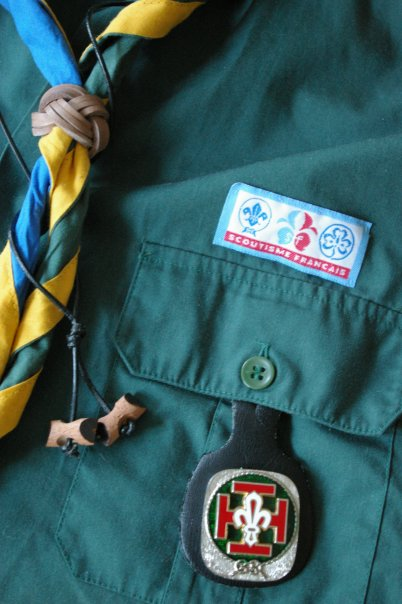
Uniforme des Scouts et Guides de France.

Le scoutisme en France rassemble en 2023 environ 200 700 personnes, réparties dans dix grands mouvements. Six mouvements constituent la Fédération du scoutisme français, organisme reconnu par les instances internationales du scoutisme et du guidisme. En France le scoutisme fait partie de la législation des accueils collectifs de mineurs (ACM). Les associations françaises de scoutisme sont organisées selon une logique religieuse, quoique le catholicisme soit très majoritaire : les trois grands mouvements catholiques représentent plus de 80 % des effectifs.
Créé en 1907 en Angleterre par Baden-Powell, le scoutisme apparaît en France quatre ans plus tard et se développe rapidement au sein de mouvements non-mixtes, identifiés par leur attache religieuse : protestants, laïcs, puis catholiques, juifs et musulmans. Après la guerre, le scoutisme connaît son apogée jusqu'aux années 1960, où les transformations sociales des Trente Glorieuses remettent en cause sa place dans la société. Pour y répondre, les mouvements historiques se réforment, causant l'apparition de nouveaux mouvements réfractaires à ces évolutions. Après une période de crise, les effectifs se sont stabilisés dans les années 1980 et ont retrouvé une certaine croissance.
Aux côtés des dix mouvements agréés par le ministère de la Jeunesse et des Sports, nombre déjà important, il existe une multitude de petites associations. Les explications de ce morcellement du paysage associatif sont multiples : elles tiennent à la fois à des raisons historiques mais aussi à des différences portant sur la mixité, la religion, la méthode éducative et, plus globalement, sur la vision du scoutisme et du monde.

## Histoire

### 1911-1918: Débuts

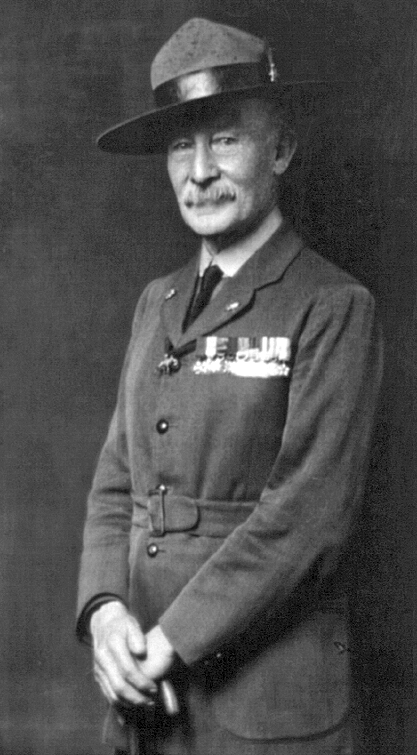
Lord Robert Baden-Powell.

Créé par Robert Baden-Powell en Angleterre en 1907, le scoutisme est expérimenté en France dès 1909 à Nantes par Emmanuel Chastand avec un groupe d'adolescents issus de la Mission populaire évangélique protestante. Les premiers grands mouvements sont créés en 1911.
Au contraire du modèle anglais, les mouvements français sont créés selon une logique religieuse : les Éclaireurs français de Pierre de Coubertin et les Éclaireurs de France, d'inspiration « neutre » plutôt que laïque, et les Éclaireurs unionistes de France (EUF), d'inspiration protestante. L'Église catholique, hostile au scoutisme qu'elle accuse d'être d'essence protestante et maçonnique, s'oppose à la création de mouvements catholiques,.

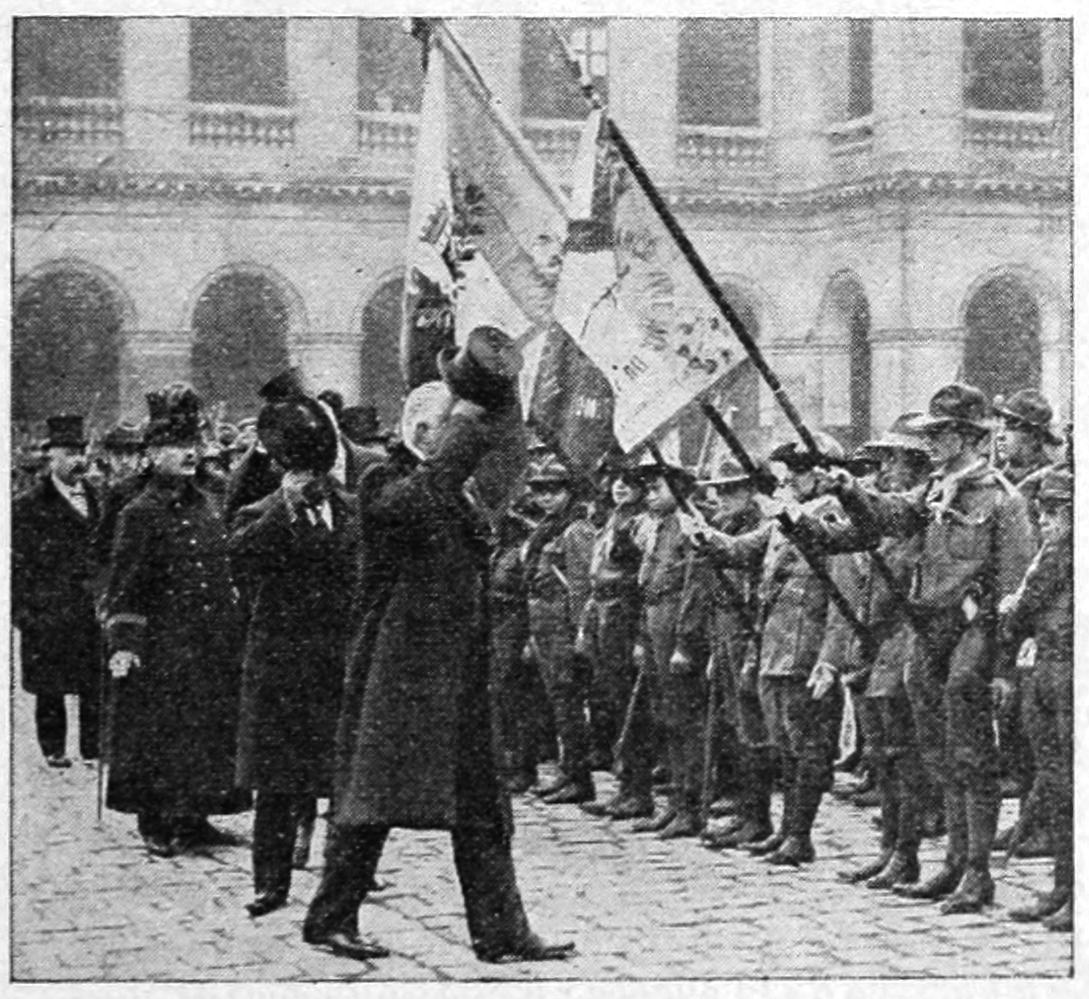
Revue des « Éclaireurs de France » dans la Cour d’honneur des Invalides (avant 1916)

À la veille de la Première Guerre mondiale, les trois associations comptent 10 000 à 15 000 scouts.

### 1919-1939: Développement

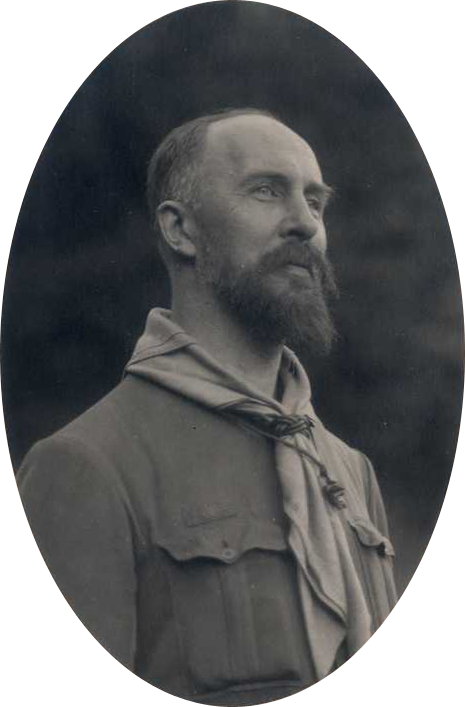
Le vénérable père Sevin.

Après la Première Guerre mondiale, le père Jacques Sevin, le chanoine Cornette, Paul Coze et Édouard de Macedo fondent le scoutisme catholique français, mélangeant le catholicisme social ouvert mais restant paradoxalement conservateur, et la méthode de Baden-Powell. Par ses écrits, notamment Le scoutisme, étude documentaire et applications écrit entre 1917 et 1919, et des camps expérimentaux à Mouscron, le père Sevin promeut la pédagogie scoute décriée dans les milieux ecclésiastiques de l'époque. En fondant les Scouts de France (SdF) en juillet 1920, il fédère les expériences de scoutisme catholique qui existent déjà en France et repense le scoutisme dans un esprit catholique.
Les mouvements féminins apparaissent peu après. En 1921, la Fédération française des éclaireuses (FFE) est créée officiellement, même si des groupes d'éclaireuses existent déjà depuis 1912. À la tête de la Fédération, l'équipe « de la main », constituée de cinq femmes : Marguerite Walther, Georgette Siegrist, Violette Mouchon, Renée Sainte-Claire Deville et Madeleine Beley. Cette Fédération est la seule tentative à grande échelle en France de regrouper différentes confessions au sein d’un même mouvement de scoutisme sur le modèle anglo-saxon : elle est constituée d’une section « neutre » et d’une section « unioniste », protestante, rejointe en 1928 par une section « israélite », juive.
Chez les catholiques, les Guides de France (GdF) sont créées en 1923.
Les Éclaireurs israélites de France (EIF), de confession juive sont créés en 1923 ; pour les filles, une section juive apparaît au sein de la FFE en 1928 mais elle reste très en lien avec le mouvement masculin.
Le développement des différents mouvements est extrêmement important et l'entre-deux guerres constitue une époque faste pour le scoutisme en France.
En 1939 sont créés les Scouts musulmans algériens ; ils joueront un rôle important dans la décolonisation.

### 1940-1944: Vichy

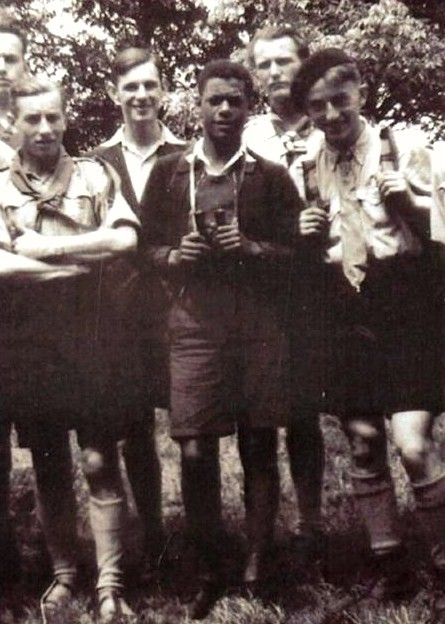
Yves Goussard, résistant scout, mort en déportation à l'âge de 17 ans.

Le scoutisme sous le régime de Vichy est à l'image de la France : majoritairement pétainiste et résistante. En 1940, les autorités allemandes interdisent les mouvements scouts en zone nord ; en 1942, les Routiers Scouts de France organisent un pèlerinage au Puy en Velay à l'initiative du Père Paul Doncoeur) ; puis, en 1943, les Éclaireurs israélites de France sont interdits par Vichy (certains groupes d'Éclaireurs israélites seront donc affiliés aux Scouts de France pour ne pas disparaître et continuer à faire vivre le scoutisme). La France libre crée son propre mouvement avec des aînés ayant rallié l'Angleterre : les Éclaireurs français en Grande-Bretagne.
En 1940, les principaux mouvements se regroupent au sein de la Fédération du scoutisme français, qui regroupe EdF, EIF, EUF, SdF, GdF et la FFE. Elle joue rapidement un rôle majeur et existe toujours aujourd'hui. À la Libération, en 1944, les Scouts musulmans algériens intègrent le collège algérien du scoutisme français, dont ils feront partie jusqu'à l'indépendance en 1962.
Au sein de la Résistance, il faut notamment citer le réseau des Pur-sangs, un groupe de Guides de France qui créent une filière d'évasion de prisonniers en Alsace ; arrêtés et condamnées, à mort pour l'une d'entre elles, elles seront décorées de la médaille de la Résistance à la Libération,. Il faut aussi mentionner le Clan Guy de Larigaudie qui sera la seule unité des Scouts de France à recevoir la Croix de Guerre de 1939-1945.

### 1945-1963: Apogée

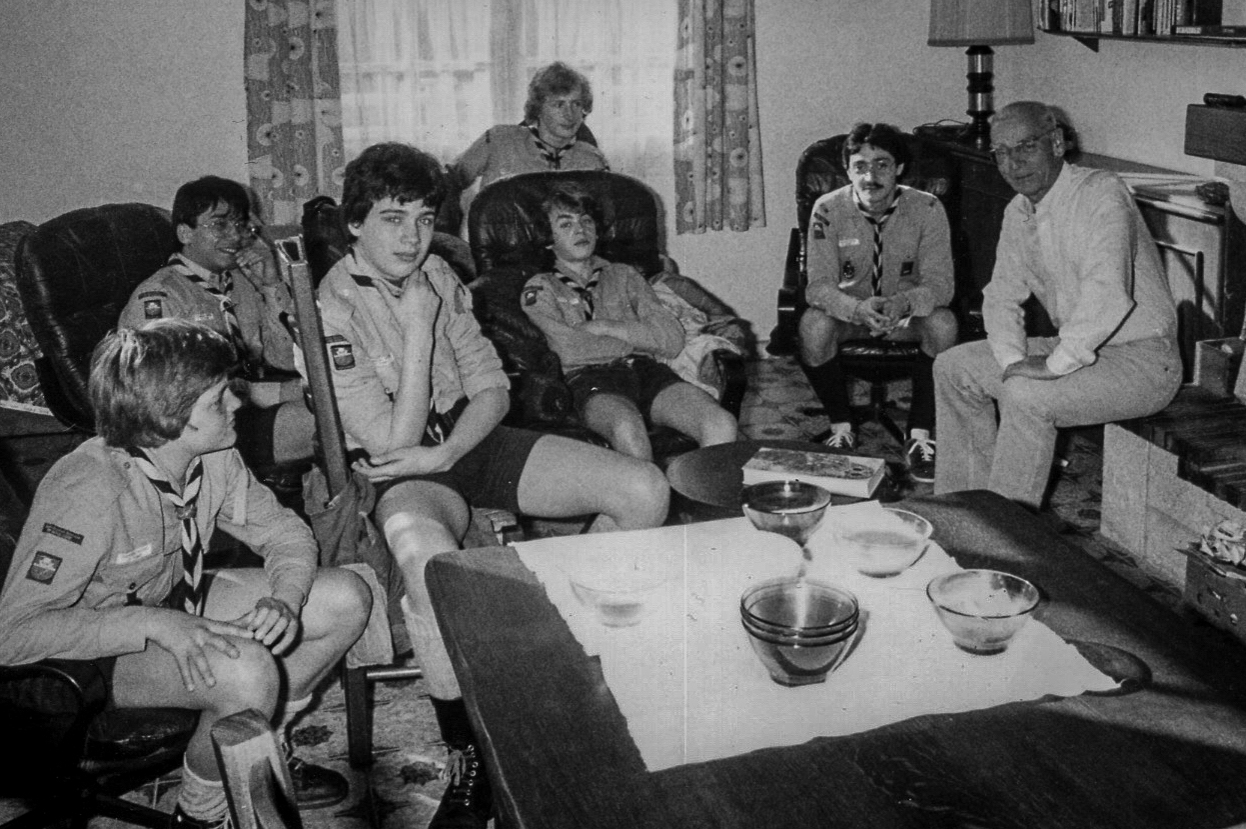
Michel Menu recevant un groupe de scouts en avril 1983.

En 1947 a lieu le jamboree de la paix, qui regroupe des dizaines de milliers de scouts du monde entier à Moisson, en région parisienne.
Les Éclaireurs de France entament des évolutions pédagogiques majeures et envisagent de développer la coéducation. Les Scouts de France créent les raiders scouts, qui jouissent encore aujourd'hui d'une place importante dans l'imaginaire scout.
En 1947 sont créés à Nantes les Éclaireurs neutres, qui deviendront les Éclaireurs neutres de France (ENF). Ils rallient de nombreux groupes issus des Éclaireurs de France.
Il s'agit de l'époque où le scoutisme est le plus présent dans la société française.
En 1957, la branche aînée des Scouts de France dénonce l'emploi de la torture en Algérie : c'est la « crise de la route », qui conduit à la démission de l'équipe nationale. En 1960, les Scouts de France sont signataires d'un appel à la paix en Algérie.
‌Pendant la guerre d’indépendance, en Algérie, les Scouts de France coexistent et parfois agissent avec d’autres mouvements scouts notamment les Scouts Musulmans Algériens. D’anciens membres des Amitiés scoutes (Scouts de France) qui avaient créé le mouvement la Vie Nouvelle en 1947, sont particulièrement actifs en Algérie dans la municipalité d’Alger et au sein des Libéraux d’Algérie où militent aussi quelques Scouts Musulmans Algériens. D’autres « Scouts de France » en Algérie avaient fait des choix opposés.
En 1958 apparaît la branche française d'un petit mouvement œcuménique autrichien, les Europa scouts. En 1962, un groupe de scouts identitaires bretons issus des Scouts de France, Bleimor y adhère ; le mouvement devient catholique. Il se développe avec le soutien discret de la Cité catholique : c'est la naissance des Scouts d'Europe.

### 1964-1984: Crises
Il s'agit d'une période d'évolutions profondes : les trente Glorieuses, les suites de la guerre d'Algérie, mai 68 et, pour les catholiques, le concile Vatican II bouleversent considérablement la société. Confronté à une baisse de ses effectifs dès le début des années 1960, le scoutisme hésite quant à la marche à suivre face à ces changements. Les mouvements scouts historiques sont en crise jusqu’au début des années 1980.
La FFE s'auto-dissout en 1964. La section neutre fusionne avec les Éclaireurs français et les Éclaireurs de France pour créer les Éclaireuses éclaireurs de France (EEdF). La section israélite rejoint les EIF pour former les Éclaireuses éclaireurs israélites de France (EEIF) en 1969 et la section protestante rejoint les EUF pour former les Éclaireuses et Éclaireurs unionistes de France (EEUF) en 1970.
En 1964, à l’instigation de François Lebouteux, les Scouts de France procèdent à la séparation de la branche éclaireurs. La même démarche a lieu au sein des Guides de France en 1966 et des EEIF. L'organisation des unités, la méthode et les techniques d'encadrement sont profondément modifiées. Cette réforme radicale conduit en 1971 à la scission des Scouts unitaires de France (SUF), qui conservent la pédagogie historique.
Mai 68 et ses suites accentuent la baisse des effectifs amorcée au début des années 1960. La crise au sein des Scouts de France profite aux Guides et scouts d’Europe et aux Scouts unitaires de France, qui se développent fortement pendant cette période. Les Scouts de France réaffirment leur identité, notamment à travers la loi et la promesse avec la publication de Baden-Powell aujourd’hui en 1977. Les pédagogies des branches louveteau et rangers sont réformés en ce sens : en 1979, les rangers disparaissent et deviennent les scouts.
Au sein des Guides de France, la place d’un mouvement exclusivement féminin pose question et les effectifs sont en déclin régulier. Elles refusent la fusion avec les Scouts de France en 1981. Ceux-ci, qui s’étaient prononcé pour, s’ouvrent aux filles en 1982. Les deux associations fêtent leur soixantième anniversaire en 1981 et 1983.

### 1985-2006: Stabilisation
Les effectifs des différentes associations se stabilisent.
En 1988, quelques groupes EEdF font scission et créent la Fédération des éclaireuses et éclaireurs (FÉÉ), qui revient à une pédagogie plus classique et fédèrent différentes petites associations.
En 1991 sont créés avec l'appui des Scouts de France les Scouts musulmans de France (SMF), qui intègrent la Fédération du scoutisme français ; ils sont agréés comme accueil de scoutisme par l'État en 1994. Ils peinent cependant à se développer.
Le 22 juillet 1998, quatre scouts d’un petit groupe catholique traditionaliste, les Scouts et guides catholiques de France, ainsi qu'un plaisancier venu à leur secours, trouvent la mort dans le naufrage de leur bateau. Ce drame remet en cause la réglementation spécifique dont bénéficie le scoutisme, notamment le scoutisme marin, et modifie le regard porté par la société. Les quatre associations en dehors du Scoutisme français (SUF, GSE, FÉÉ et ENF) signent le Message aux familles ; l'année suivante, les GSE, les ENF et la FÉÉ se regroupent au sein de la Conférence française de scoutisme, qui a comme activité le festival du film scout et des réunions d'assemblées générales.

### 2007-2017: Actualités
En 2007, le scoutisme mondial célèbre son centenaire. En France, le festival du scoutisme regroupe le 1er juillet les scouts des neuf associations dans dix grandes villes de France.
En 2012, neuf associations sont agréés comme mouvement de scoutisme par l'État. Il existe également de nombreuses petites associations se réclamant du scoutisme.
En 2016, La Fédération du scoutisme français porte l'organisation du Roverway en France, un rassemblement européen de 5000 jeunes de 16 à 22 ans.
Le 23 avril 2017, la Fédération du scoutisme français accueille comme membre à part entière (jusqu'à présent membre associé) les Éclaireuses et éclaireurs de la Nature. Ils sont donc à ce titre la dixième association reconnue comme accueil de scoutisme.

## Paysage actuel du scoutisme en France
S'agissant d'associations 1901, le nombre d'adhérents annoncé par chaque mouvement doit être pris avec une dose de critique.

### Associations agréées par l'État
Dix associations de scoutisme sont aujourd'hui agréées par le ministère de la Ville, de la Jeunesse et des Sports comme mouvement de scoutisme.

#### Fédération du scoutisme français
La Fédération du Scoutisme français est l'organe reconnu en France par l'organisation mondiale du mouvement scout (OMMS) ainsi que par l'association mondiale des guides et éclaireuses (AMGE). Elle compte six associations dont environ 126 800 membres en 2023.
La fédération est créée en 1940 par l'association des Éclaireurs de France, des Éclaireurs Israélites de France, des Éclaireurs Unionistes de France, de la Fédération Française des Éclaireuses, des Guides de France et des Scouts de France. À la suite des fusions et créations d'associations, elle est aujourd'hui composée de six associations :
- Scouts et Guides de France : mouvement catholique issu de la fusion en 2004 des Scouts de France créé en 1920 en et des Guides de France créé en 1923, comptant environ 98 800 adhérents en 2023[16] ;
- Éclaireuses éclaireurs de France : mouvement laïque créée en 1911, comptant environ 13 600 adhérents en 2023[17];
- Éclaireuses et Éclaireurs unionistes de France : mouvement protestant créé en 1911, comptant environ 5800 adhérents en 2023[18] ;
- Éclaireuses éclaireurs israélites de France : mouvement juif créé en 1923, comptant environ 3 600 adhérents en 2023[18] ;
- Scouts musulmans de France : mouvement musulman créé en 1990, comptant environ 3100 adhérents en 2023[18].
- Éclaireuses et éclaireurs de la nature : mouvement proposant une méditation pleine-conscience issue du bouddhisme, créé en 2007, comptant environ 1900 adhérents en 2023[19].

Le Scoutisme français compte également un membre associé, les Scouts et guides vietnamiens de France.

#### Autres associations
En dehors de la Fédération du scoutisme français, quatre autres mouvements de scoutisme sont agréés comme accueil de scoutisme par le ministère de la jeunesse et des sports et représentant environ 73 900 membres en 2023 :
- Les Guides et scouts d'Europe : mouvement catholique comptant plus de 35 600 membres en 2023[20], rattaché à l'Union internationale des guides et scouts d'Europe ;
- Les Scouts unitaires de France : mouvement catholique comptant environ 34 000 membres en 2023[18].
- Les Éclaireurs neutres de France : mouvement neutre créé dès 1947, comptant environ 3 000 adhérents en 2023[18] et rassemblant des unités et des associations (confessionnelles ou non), dont notamment les Europa Scouts et les Scouts Saint-Louis, proches liturgiquement de la Fraternité Saint-Pierre ;
- La Fédération des éclaireuses et éclaireurs : mouvement laïque créé en 1989 et comptant environ 1300 adhérents en 2023[18]. Le système fédéral offre aux différents groupes une relative liberté d'action dès lors qu'ils respectent les vertus principales de laïcité et de pédagogie ; l'infrastructure fédérale permet un soutien mutuel et un apport des différentes qualités de chaque groupe ;

En 2000, les Guides et Scouts d'Europe, les Éclaireurs neutres de France et la fédération des Éclaireurs et Éclaireuses se sont regroupés au sein de la Conférence française de scoutisme.

### Associations non agréées par l'État
Il a toujours existé en France, aux côtés des grands mouvements, des petites associations scoutes de quelques centaines de membres. Aujourd'hui, de nombreuses associations scoutes ne sont ainsi pas reconnues par le ministère de la Jeunesse et des Sports, l'OMMS ou l'UIGSE. Elles se partagent environ 4000 membres, bien que ce chiffre soit difficile à évaluer au regard du nombre d'associations concernées et du flou dans lequel elles tiennent souvent intentionnellement leurs statistiques d'adhésion. Si certaines de ces associations approchent ou dépassent le millier de membres, certaines n'en comptent que quelques dizaines - sans oublier celles qui n'existent plus que par leur bureau[réf. nécessaire].
Cette prolifération de petites associations est une spécificité française, la plupart des pays se contentant des associations adhérant à l'OMMS. Le plus souvent, l'origine de leur spécificité est à caractère religieux ; nombre de ces associations sont ainsi protestantes ou catholiques traditionalistes. D'autres cependant présentent d'autres caractéristiques propres, comme les Écuyers de Saint-Michel, scouts escrimeurs, ou les Randscouts, scouts motorisés.
Cet éparpillement est en partie favorisé par les facilités que donne la loi de 1901 pour créer une association en France.

### Inter-scoutisme
Les associations de scoutisme organisent parfois des activités communes et les membres de différents mouvements peuvent se retrouver régulièrement. Le centenaire du scoutisme en 2007 a vu des milliers de scouts se rassembler pour commémorer l'évènement. Parfois des groupes peuvent se former spontanément et se rassembler régulièrement, par exemple dans le cas de chorales (chorales inter-scouts de Paris, de Lyon, de Bordeaux, de Lille, de Strasbourg, de Caen, de Toulouse, de Tours, d'Angers...) entretenant ainsi le patrimoine scout commun.
Par ailleurs le scoutisme en France se distingue d'autres scoutismes voisins d'Europe par le maintien généralisé des camps sous toile ou la persistance de certaines pratiques, voir Raid (scoutisme) mais aussi par une forte division des associations.

## L'image du scoutisme en France
Sens du service, développement de la « débrouillardise », respect de la nature, apprentissage d'un « savoir-faire » et du sens des responsabilités, ouverture aux autres, et formation à la vie citoyenne, sont autant de raisons pour que 63 % des Français aient une image positive du scoutisme.
Cependant, les idées reçues et autres clichés sur les scouts, sont encore très présents dans les esprits. Certains estiment ainsi que le scoutisme est fondé sur une discipline « proche de l'armée », ou encore que c'est un mouvement « passé de mode ». En contradiction avec une majorité de Français qui ont une image positive du scoutisme, 58 % ne souhaitent pourtant pas y inscrire leurs enfants.
Alors que le scoutisme n'est pas un mouvement en lui-même catholique (il existe des associations de toutes religions, ainsi que des associations laïques) il reste très apprécié par ces derniers : 73 % des catholiques ont une image positive du scoutisme. Et ce même si, à l'origine, le clergé français avait de fortes réticences vis-à-vis de cette invention d'un Anglais protestant et franc-maçon[réf. nécessaire], avant que le père Jacques Sevin et le futur chanoine Cornette n'arrivent à les convaincre.
Si l'image du scoutisme en 2014 est globalement meilleure que dix ans auparavant, c'est aussi que le projet répond aux besoins de la société. «En accordant une grande place à la responsabilité, à l’amitié et à l’apprentissage des valeurs, notre projet répond aux besoins de la société» rapportait en 2014, Antoine Dulin, délégué national des Scouts et Guides de France, au journal La Croix.
Le faible écart entre les opinions exprimées par les Français appartenant à des catégories socioprofessionnelles différentes peut être interprété comme un signe que le scoutisme est ouvert à tous.

## Scoutisme et réglementation
Les activités de scoutisme sont réglementées en France sous l'intitulé "accueils de scoutisme". Pour l'essentiel, la réglementation applicable est identique à celle des autres accueils collectifs de mineurs (accueils périscolaires, colonies de vacances, etc.). Les principaux ratios d'encadrement (nombre d'enfants par animateur) sont notamment identiques.
La réglementation française reconnait cependant la spécificité des activités scoutes et accorde des possibilités particulières aux accueils de scoutisme : reconnaissance par les pouvoirs publics des qualifications délivrées en interne par les associations agrées (animateur du scoutisme français, directeur du scoutisme français par exemple), prise en compte des activités propres aux méthodes éducatives scoutes (comme la possibilité de nuits en autonomie pour les jeunes sous réserve de préparation adéquate) ou des contraintes liées à la vie en camp (parution d'un guide sur la restauration pour les accueils de mineurs fonctionnant en plein air).

## Enjeux pédagogiques
La multiplicité des mouvements de scoutisme en France s’explique par des différences notables de projet éducatif, tant dans leur rapport au monde que dans leur conception du scoutisme. Ces divergences s’expriment à travers la question de la pédagogie, c’est-à-dire de la méthode employée pour faire vivre le scoutisme aux jeunes. Souvent réduite à la question des tranches d’âge, elle comporte en réalité de nombreux autres aspects.
En France, un certain nombre de personnalités politiques ont été scouts dans leur jeunesse.

### Religion
Si dans les pays anglo-saxons, différentes religions coexistent au sein d'un même mouvement de scoutisme, il n'en va pas de même en France où, historiquement, les associations françaises se sont créées selon une logique religieuse.
Les premiers mouvements créés en France en 1911 sont les Éclaireurs français (laïques), Éclaireurs de France (alors neutres) et Éclaireurs unionistes de France (protestants). D’abord hostile au scoutisme, l’Église catholique n'accepte la création de mouvements catholiques qu’après la Première guerre mondiale, avec les Scouts de France en 1920 et les Guides de France en 1923. Les Éclaireurs israélites de France, juifs, apparaissent en 1923. La Fédération française des éclaireuses, créée en 1921, constitue la seule tentative à grande échelle en France de regrouper différentes confessions au sein d’un même mouvement sur le modèle anglo-saxon. Elle était constituée d’une section neutre, d’une section protestante et d’une section juive, qui rejoignent respectivement les EdF, les EUF et les EIF lorsque la fédération s’auto-dissout en 1964.
Cette logique a partiellement perduré aujourd’hui et chaque mouvement conserve une identité confessionnelle plus ou moins affichée : laïque ou neutre (EEdF, ENF et FÉÉ), protestante (EEUF), juive (EEIF), islamique (SMF), catholique (SGDF, GSE et SUF) ou également d'inspiration bouddhiste (EdlN).
Toutefois les Éclaireurs neutres de France et la Fédération des éclaireurs et éclaireuses laissent explicitement chaque groupe ou chaque association en leur sein décider de son orientation religieuse ou d'absence de celle-ci. Les ENF comptent ainsi dans leurs rangs plusieurs groupes catholiques traditionalistes. La FEE a plusieurs groupes aconfessionnels.
En parallèle de cette identité confessionnelle, chaque association revendique une certaine ouverture aux autres religions ; cependant, les Guides et scouts d’Europe et les Scouts unitaires de France continuent d’exiger d’un jeune qu’il soit baptisé, ou au moins catéchumène, pour qu’il puisse prononcer sa promesse, limitant de fait cette ouverture[réf. souhaitée].

### Coéducation
La coéducation désigne l’éducation des jeunes des deux sexes ensemble. Envisagée dès 1948 par les Éclaireurs de France, elle se répand dans le scoutisme et à l'école dans les années 1960, entraînant la disparition de la distinction entre mouvements masculins de scoutisme et féminins de guidisme. Selon les associations, la coéducation peut aujourd'hui prendre la forme de la réunion des filles et des garçons lors des temps d'activité en conservant une séparation pour les moments de vie quotidienne, ou bien d'une mixité complète, filles et garçons partageant l'ensemble des moments et des activités du camp.
Aux débuts du scoutisme, l’éducation commune des filles et des garçons n’est même pas envisageable : à côté du scoutisme, conçu pour les garçons, naît donc le guidisme pour les filles. C’est donc non seulement dans des unités séparées mais encore dans des mouvements séparés que sont répartis les deux sexes : EdF, EUF, EIF et SdF pour les garçons ; FFE et GDF pour les filles.
En 1950, après une tentative de fusion avec la section neutre de la FFE, les Éclaireurs de France s’ouvrent aux filles, devenant ainsi le premier mouvement coéduqué. Mais tout comme pour l'école, c'est au cours des années 1960 que la coéducation se répand réellement dans le scoutisme. La FFE se dissout en 1964 et ses sections fusionnent avec leurs équivalents masculins, créant trois nouvelles associations coéduquées : EEdF en 1964, EEIF en 1969 et EEUF en 1970. Si les deux mouvements catholiques (SdF et GdF) ne procèdent pas à une telle unification, ils envisagent de fusionner leurs branches aînées en créant en 1966 les Jeunes en marche, ou JEM. Cependant, cette proposition est concurrencée au sein des Scouts de France par l'apparition de la branche compagnons et les JEM ne deviennent la branche aînée, coéduquée, que des seules Guides de France.
Les mouvements qui apparaissent à la même époque (ENF, GSE, SUF), d'inspiration plus traditionnelle, refusent la coéducation. Issus des mouvements de scoutisme masculins, ils créent des unités de filles séparées des unités de garçons, conservant ainsi le système historique au sein d'une même association unique.
Au début des années 1980, la coéducation est de nouveau discutée dans les mouvements catholiques. Chez les Guides de France, la place d’un mouvement exclusivement féminin pose question et les effectifs sont en déclin régulier. Une tentative de fusion entre les Scouts de France et les Guides de France a lieu en 1981 mais les guides votent majoritairement contre. Les Scouts de France, qui s’étaient prononcé pour, s’ouvrent aux filles en 1982 ; la coéducation se généralise dans le mouvement quoiqu’il subsiste des unités homogènes, filles et garçons séparés. La fusion entre les deux mouvements aura finalement lieu en 2004 et débouche sur la disparition de la majorité des unités homogènes issues des deux mouvements.
Il n'existe donc plus aujourd'hui de mouvements en France qui soient exclusivement masculin ou féminin, mais tous ne sont pas pour autant coéduqués. ENF, SUF et GSE continuent de séparer les unités de filles et de garçons ; EEdF, EEIF, EdlN et SMF sont coéduqués, tout comme les EEUF et les SGDF, qui comptent cependant en leur sein une minorité d'unités homogènes ; enfin, la FÉÉ laisse aux différentes associations qui la composent le choix de pratiquer ou non la coéducation.

### Branches
Le découpage des branches, c’est-à-dire des tranches d’âge, constitue la différence entre les mouvements la plus visible et la plus symbolique. Historiquement, le scoutisme est divisé en trois branches : louveteaux (8-12 ans), éclaireurs (12-17 ans) et aînés (17-20 ans). Cependant, cette physionomie a été profondément modifiée par les réformes engagées après 1945 par les Éclaireurs de France et dans les années 1960 par les Scouts de France.
En 1964, les Scouts de France procèdent à la séparation de la branche éclaireurs entre rangers (12-14 ans) et pionniers (14-17 ans). Cette réforme pédagogique majeure s’accompagne par la suite de la réforme de la branche route, qui devient la branche compagnons, puis de la branche louveteaux dans les années 1970. La même démarche a lieu au sein des EEIF, des GdF et de la FCSBPB, les scouts catholiques belges francophones.
Au sein des Scouts de France, une minorité de groupes continuent à pratiquer la méthode historique ; sommés d’adopter la réforme pédagogique, ils font scission en 1971 et créent les Scouts unitaires de France, le terme « unitaire » renvoyant à l’unité de la branche éclaireur. Formellement, c’est donc le découpage des branches qui est la cause de cette scission ; ce n’est en réalité que la partie émergée de l’iceberg : les dissensions étaient plus profondes et concernaient l’ensemble du projet éducatif, notamment le rapport au monde et à la foi.
Les EEdF ont également développé une branche pour les jeunes enfants (6-8 ans), les lutins. Dans les années 1980, les Scouts de France avec les sarabandes et les Guides de France avec les farandoles développent des propositions semblables, qui deviendront les farfadets après la fusion entre ces deux mouvements en 2004. Au contraire des lutins, il ne s’agit pas d’une branche au sens strict mais d’une « proposition » annexe.
|     | EEdF                     | EEIF                     | EEUdF                    | ENF        | ENF         | FEE                      | AGSE                                      | AGSE          | SGDF                    | SMF                       | SUF        | SUF           | EdlN           |
| Âge | Coéduqué                 | Coéduqué                 | Coéduqué                 | Garçons    | Filles      | Coéduqué                 | Garçons                                   | Filles        | Coéduqué                | Coéduqué                  | Garçons    | Filles        | Coéduqué       |
| 6   | Lutins & lutines         | -                        | –                        | –          | –           | –                        | –                                         | –             | Farfadets               | –                         | –          | –             | Colibris       |
| 7   | Lutins & lutines         | Bâtisseurs               | –                        | –          | –           | –                        | –                                         | –             | Farfadets               | Voyageurs & voyageuses    | –          | –             | Colibris       |
| 8   | Lutins & lutines         | Bâtisseurs               | Louveteaux & louvettes   | Louveteaux | Louvettes   | Louveteaux & louvettes   | Louveteaux                                | Louvettes     | Louveteaux & jeannettes | Voyageurs & voyageuses    | Louveteaux | Jeannettes    | Colibris       |
| 9   | Louveteaux & louvettes   | Bâtisseurs               | Louveteaux & louvettes   | Louveteaux | Louvettes   | Louveteaux & louvettes   | Louveteaux                                | Louvettes     | Louveteaux & jeannettes | Voyageurs & voyageuses    | Louveteaux | Jeannettes    | Voyageur.euses |
| 10  | Louveteaux & louvettes   | Bâtisseurs               | Louveteaux & louvettes   | Louveteaux | Louvettes   | Louveteaux & louvettes   | Louveteaux                                | Louvettes     | Louveteaux & jeannettes | Voyageurs & voyageuses    | Louveteaux | Jeannettes    | Voyageur.euses |
| 11  | Louveteaux & louvettes   | Bâtisseurs               | Louveteaux & louvettes   | Louveteaux | Louvettes   | Louveteaux & louvettes   | Louveteaux                                | Louvettes     | Louveteaux & jeannettes | Voyageurs & voyageuses    | Louveteaux | Jeannettes    | Voyageur.euses |
| 12  | Éclaireurs & éclaireuses | Éclaireurs & éclaireuses | Éclaireurs & éclaireuses | Éclaireurs | Éclaireuses | Éclaireurs & éclaireuses | Éclaireurs (dit plus fréquemment "scout") | Guides        | Scouts & guides         | Éclaireurs & éclaireuses  | Éclaireurs | Guides        | Vaillant.es    |
| 13  | Éclaireurs & éclaireuses | Éclaireurs & éclaireuses | Éclaireurs & éclaireuses | Éclaireurs | Éclaireuses | Éclaireurs & éclaireuses | Éclaireurs (dit plus fréquemment "scout") | Guides        | Scouts & guides         | Éclaireurs & éclaireuses  | Éclaireurs | Guides        | Vaillant.es    |
| 14  | Éclaireurs & éclaireuses | Éclaireurs & éclaireuses | Éclaireurs & éclaireuses | Éclaireurs | Éclaireuses | Éclaireurs & éclaireuses | Éclaireurs (dit plus fréquemment "scout") | Guides        | Scouts & guides         | Éclaireurs & éclaireuses  | Éclaireurs | Guides        | Vaillant.es    |
| 15  | Éclaireurs & éclaireuses | Perspectives             | Éclaireurs & éclaireuses | Éclaireurs | Éclaireuses | Éclaireurs & éclaireuses | Éclaireurs (dit plus fréquemment "scout") | Guides        | Pionniers & caravelles  | Pionniers & pionnières    | Éclaireurs | Guides        | Pionnier.es    |
| 16  | Aînés & aînées           | Perspectives             | Aînés & aînées           | Éclaireurs | Éclaireuses | Éclaireurs & éclaireuses | Éclaireurs (dit plus fréquemment "scout") | Guides        | Pionniers & caravelles  | Pionniers & pionnières    | Éclaireurs | Guides        | Pionnier.es    |
| 17  | Aînés & aînées           | Perspectives             | Aînés & aînées           | Routiers   | Aînées      | Routiers & aînées        | Routiers                                  | Guides aînées | Pionniers & caravelles  | Pionniers & pionnières    | Éclaireurs | Guides        | Pionnier.es    |
| 18  | Aînés & aînées           | Aînés & aînées           | Aînés & aînées           | Routiers   | Aînées      | Routiers & aînées        | Routiers                                  | Guides aînées | Compagnons              | Compagnons & compagnonnes | Routiers   | Guides aînées | Compagnon.nes  |
| 19  | JAÉ                      | Aînés & aînées           | Aînés & aînées           | Routiers   | Aînées      | Routiers & aînées        | Routiers                                  | Guides aînées | Compagnons              | Compagnons & compagnonnes | Routiers   | Guides aînées | Compagnon.nes  |
| 20  | JAÉ                      | Aînés & aînées           | -                        | Routiers   | Aînées      | Routiers & aînées        | Routiers                                  | Guides aînées | Compagnons              | Compagnons & compagnonnes | Routiers   | Guides aînées | Compagnon.nes  |

### Promesse
La promesse est un des fondements du scoutisme : c'est l'engagement solennel pris par le jeune de suivre la loi scoute, non seulement au sein du scoutisme mais encore tout au long de sa vie. Son sens est cependant compris différemment suivant les mouvements, différence qui recoupe en grande partie celle du découpage des branches. Dans sa conception traditionnelle, elle est unique ; cependant, plusieurs mouvements connaissent aujourd'hui des promesses différentes en fonction des branches.
À l'origine, la promesse est solennellement prononcée par le jeune lorsqu'il intègre la branche éclaireurs ; une promesse d'importance moindre existe pour les louveteaux. La solennité de cet engagement est encore accentuée par le Père Sevin lorsqu'il crée les Scouts de France : dans un scoutisme qui s'inspire grandement de l'imaginaire de la chevalerie, elle constitue un véritable adoubement du nouveau scout. Cette conception se retrouve aujourd'hui chez les ENF, les GSE et les SUF. Les réformes pédagogiques engagées dans les années 1950 et 1960 par les mouvements historiques aboutissent à la réécriture des textes de la loi et de la promesse et à une perte partielle du cérémonial. Chez les Scouts de France, lors de la scission de la branche éclaireur, la promesse devient l'apanage de la branche pionnier : elle est donc prononcée à l'arrivée dans cette branche, deux ans plus tard qu'au sein de la branche éclaireur.
À la suite de la crise des années 1970, la réaffirmation par les mouvements historiques de leur identité scoute passe notamment par la loi et la promesse. D'engagement solennel unique, la promesse devient un engagement répété aux différentes étapes du parcours scout, avec des textes de loi et de promesse adaptés à chaque tranche d'âge, des louveteaux aux aînés. En 1980, chez les Scouts de France, une promesse apparaît pour la branche scoute, qui remplace la branche rangers, qui en était dépourvue. Une nouvelle promesse est créée pour la branche compagnon. Le mouvement est similaire chez les GdF et les EEIF. En 1985, les Scouts de France créent la charte et l’engagement, une promesse commune à tous les adultes (chefs, chefs de groupe, etc.) ; après la fusion des GdF et des SdF, elle devient en 2006 l'engagement responsables. Les EEdF rénovent également leur promesse au début des années 1990 et adoptent la Règle d’or.
Deux systèmes coexistent donc aujourd'hui. Le premier est le système historique : une promesse unique, celle des éclaireurs, et une promesse moindre pour les louveteaux ; il est associé à la pédagogie unitaire et se retrouve donc chez les EEUF, les ENF, la FÉÉ, les GSE et les SUF. Au contraire, le second est issu de la scission de la branche éclaireur : une promesse pour chaque branche, qui renouvelle un même engagement avec des mots adaptés à chaque tranche d'âge ; il se retrouve chez les EEIF, les SGDF et les SMF.